# Фонст, Рамон
Рамон Фонст Сегундо (исп. Ramón Fonst Segundo; 31 августа 1883, Гавана — 10 сентября 1959, Гавана) — кубинский фехтовальщик, четырёхкратный чемпион летних Олимпийских игр 1900 и летних Олимпийских игр 1904, первый Олимпийский чемпион от Кубы. На протяжении 117 лет был рекордсменом среди всех кубинских спортсменов по количеству золотых олимпийских медалей, пока в 2021 году с Фонстом не сравнялся борец Михаин Лопес
На Играх 1900 в Париже Фонст участвовал в двух дисциплинах на шпаге — в любительском и открытом классе. В первом он стал чемпионом, выиграв золотую медаль, а во втором занял вторую позицию, получив серебряную награду.
На следующих Играх 1904 в Сент-Луисе Фонст участвовал уже в трёх турнирах, каждый из которых выигрывал. Он защитил титул чемпиона в шпаге, а также стал чемпионом в соревновании рапиристов как в индивидуальной, так и в командной дисциплине.
Спустя 20 лет, в возрасте 40 лет, Фонст участвовал в соревнованиях по шпаге летних Олимпийских играх 1924 в Париже. Он остановился на полуфинале в индивидуальном турнире и вместе со своей сборной дошёл до четвертьфинала в командном соревновании.
Фонст умер в Гаване 9 сентября 1959 года от диабета.